# Demografia da Nicarágua

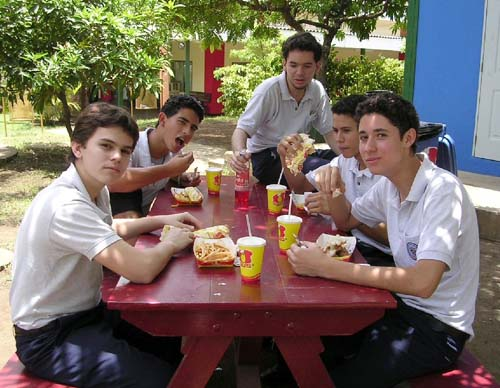
Garotos nicaraguenses

De acordo com os dados demográficos divulgados no  CIA World Factbook, a Nicarágua tem uma população de 5.675.356. Deste total, os mestiços e brancos representam cerca de 86% da população. O restante da população nicaraguense se divide em 9% de negros, e 5% de ameríndios. A Demografia da Nicarágua apresentava uma composição diferente antes da Revolução Sandinista de 1979 já que a maioria dos migrantes durante os anos que se seguiram foram principalmente de nicaraguenses de classe média ou alta, um grupo essencialmente constituído por brancos. Um número crescente desses expatriados retornaram, enquanto muitos continuam a viver no exterior.
A cidade mais populosa do país é a cidade capital Managua, com uma população de 1,2 milhões de habitantes (2005). Em 2005, mais de 4,4 milhões de habitantes viviam nas regiões do Pacífico, Central e Norte, sendo que 2,7 destes estão na região do Pacífico, enquanto estima-se que há na região do Caribe somente cerca de 700.000 habitantes.
O instituto de pesquisas populacionais da Nicarágua é o Instituto Nacional de Información de Desarrollo (INIDE). A instituição está encarregada de completar os recenseamentos e inquéritos acerca da nação. O INIDE completou seu primeiro censo em 1906, o último censo foi tomado em 2005, e foi o oitavo até a data.

## Imigração

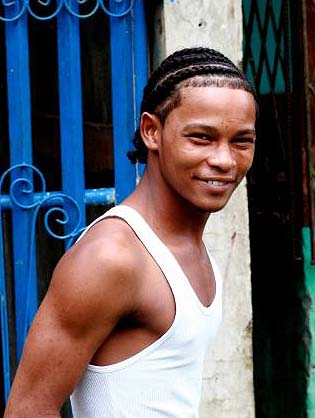
Afro-descendente na nicarágua

Em relação à sua população total, a Nicarágua nunca experimentou qualquer onda maçiça de imigração. O número total de imigrantes que vieram para a Nicarágua provenientes de outros países latino-americanos e de todos os outros países até 1995, nunca foram superiores a 1% da sua população total. O censo de 2005 mostrou que a população estrangeira totalizava 1,2%, tendo um acréscimo de 0,06% em uma década.
No século XIX a Nicarágua experimentou uma onda de imigração razoável, vindo estes principalmente da Europa. Famílias da Alemanha, Itália, Espanha, França e Bélgica moviam-se para a Nicarágua para estabelecer negócios com o dinheiro que troziam da Europa. Eles estabeleceram muitas empresas agrícolas, tais como plantações de café e cana-de-açúcar, e também jornais, hotéis e bancos.
Há também uma pequena comunidade oriental no país. Imigrantes da Síria, Armênia, Palestina, e também um considerável número de judeus, se estabeleceram no país formando em 2005 uma população de cerca de 30.000 habitantes. Há também uma comunidade da ásia-pacífico (japoneses, taiwaneses e chineses). A população chinesa na Nicarágua é estimada em cerca de 12.000 habitantes.

## Emigração
Um dos fenômenos demográficos mais significativos do país ocorreu durante a Revolução Sandinista e a posterior guerra civil, onde milhares de nicaraguenses deixaram o país. Após as eleições de 1990 na Nicarágua, um número considerável de cidadão que haviam emigrado retornaram. Em 1998, o furacão Mitch matou quase 4.000 pessoas no país e destruiu grande parte da economia da Nicarágua, como um resultado de milhares de nicaraguenses emigraram para países vizinhos (principalmente os EUA) na condição de "refugiados". Nos últimos anos, muitos nicaraguenses deixaram o país para escapar da pobreza e do desemprego.
Emigração nicaraguense é um processo recente. Durante o período 1990-2004, mais de 800 mil nicaraguenses deixaram o país, em comparação aos 100 mil no período de 1970-1989. De acordo com o Banco Mundial, em 2005, havia 683.520 nicaraguenses que viviam fora Nicarágua legalmente. Se aqueles que estão em situação irregular são contados, algumas fontes estimam um número aproximado de 1.500.000 nicaraguenses que vivem no exterior até o final de 2005. Com estes dados, os nicaraguenses são a terceira maior comunidade de centro-americanos que vivem no exterior, depois de guatemaltecos e salvadorenhos. Nicarágua é também o segundo país na América Central pela porcentagem da população que vive no exterior.
As remessas para a Nicarágua representam cerca de 15% do PIB do país. Em 2008, a Nicarágua recebeu cerca de um bilhão de dólares em remessas, aumento do cerca de US$ 750.000.000 do que recebeu em 2007, de acordo com o Banco Mundial.